# Пембролизумаб
Пембролизумаб (англ. pembrolizumab) — фармацевтическая субстанция, иммуноонкологический препарат для лечения злокачественных опухолей, ингибитор PD-1 (поверхностного белка иммунных и опухолевых клеток), моноклональное антитело. Разработан компанией Мерк (MSD).
Ранние названия: ламбролизумаб (англ. lambrolizumab), MK-3475, SCH-900475..

## Описание
Пембролизумаб является белком, это человеческое моноклональное антитело, иммуноглобулин типа IgG4 каппа. Молекулярная масса около 149 кДа.
Препарат предназначен для лечения меланомы и немелкоклеточного рака лёгкого. Среди противоопухолевых препаратов это первый, разрешённый FDA для лечения разнообразных опухолей не по параметрам опухоли, но по наличию биомаркеров у пациентов
По рекомендации FDA  пембролизумаб может применяться для лечения взрослых и детей при неоперабельных или метастатических опухолях, характеризующимися высокой микросателлитной нестабильностью (MSI-H) и нарушениями в системе репарации ДНК (dMMR). Также он показан пациентам с прогрессирующим после и во время химиотерапии заболеванием при отсутствии других методов терапии.
Может использоваться для лечения следующих заболеваний: рак шейки матки, рак прямой кишки, рак желудка, рак головы и шеи, рак печени, немелкоклеточный и мелкоклеточный рак лёгких, рак поджелудочной железы, урогенитальный рак, рак пищевода, карцинома клеток Меркель, карцинома почечных клеток, злокачественная меланома, диффузная большая лимфома В-клеток, болезнь Ходжкина, твердые опухоли.
Среди первых ингибиторов иммунных контрольных точек пембролизумаб единственный получил одобрение FDA по результатам клинического исследования III фазы (KEYNOTE-045), другие на момент одобрения прошли КИ только I и/или II фаз
В 2019 году препарат проходит клинические испытания на людях (третья стадия фармакологических испытаний) для лечения рака мочевого пузыря, рака молочной железы, рака эндометрия, рака фаллопиевых труб, рака желудочно-кишечного тракта, мезотелиомы, множественной миеломы, рака носоглотки, рака яичников, перитонеального рака, рака простаты, плоскоклеточного рака. В частности, его применение при лечении метастатического трижды негативного рака молочной железы оказалось неэффективным. Более ранние стадии испытаний проводятся для многих других онкологических заболеваний. Начаты предварительные испытания с целью лечения инфекций папилломавируса человека. В испытаниях первой фазы, в которой проверяется безопасная дозировка препарата, пембролизумаб сразу показал клинический эффект — два пациента были полностью вылечены, и несколько получили значительное улучшение.
Пембролизумаб является безопасным и эффективным препаратом для лечения меланомы.
Препарат может снижать выживаемость пациентов при неправильном назначении, он показан только при высокой экспрессии биомаркера PD-L1.
В 2017 году 100 мл препарата продавались по цене 245 тыс. рублей.

## Фармакологические свойства

### Механизм действия
Пембролизумаб селективно блокирует взаимодействие между белком PD1 и его лигандами PDL1 и PDL2. PD1 является рецептором программируемой смерти (апоптоза) клетки, это рецептор контрольной точки, который ограничивает активность Т-лимфоцитов в периферических тканях, и опухолевые клетки могут использовать этот механизм для обхода противоопухолевого иммунитета. Блокируя PD1, Пембролизумаб препятствует блокированию активности Т-лимфоцитов опухолевыми клетками и таким образом восстанавливает подавленный опухолевыми клетками противоопухолевый иммунитет.

### Фармакодинамика
После лечения пембролизумабом в дозировках 2 мг/кг каждые три недели или 10 мг/кг каждые две или три недели у пациентов наблюдалось увеличение процентного содержания активированных CD4+ и CD8+ T-лимфоцитов, при этом общее число T-лимфоцитов оставалось приблизительно неизменным.

### Фармакокинетика
Препарат практически полностью распределяется по плазме крови, специфическое связывание с белками крови отсутствует (как и у других антител). Специфичный метаболизм отсутствует, подвергается катаболизму неспецифичными путями, что не сказывается на его клиренсе. Системный клиренс — приблизительно 0,2 л/день, пропорционально выше при большой массе тела, не зависит от возраста. Период полувыведения приблизительно 27 дней. Системное накопление выше при введении каждые 3 недели, максимальная равновесная концентрация достигается на 19 неделе. Почечная недостаточность средней и лёгкой тяжести и лёгкая печёночная недостаточность не влияют на скорость выведения препарата.

## Применение

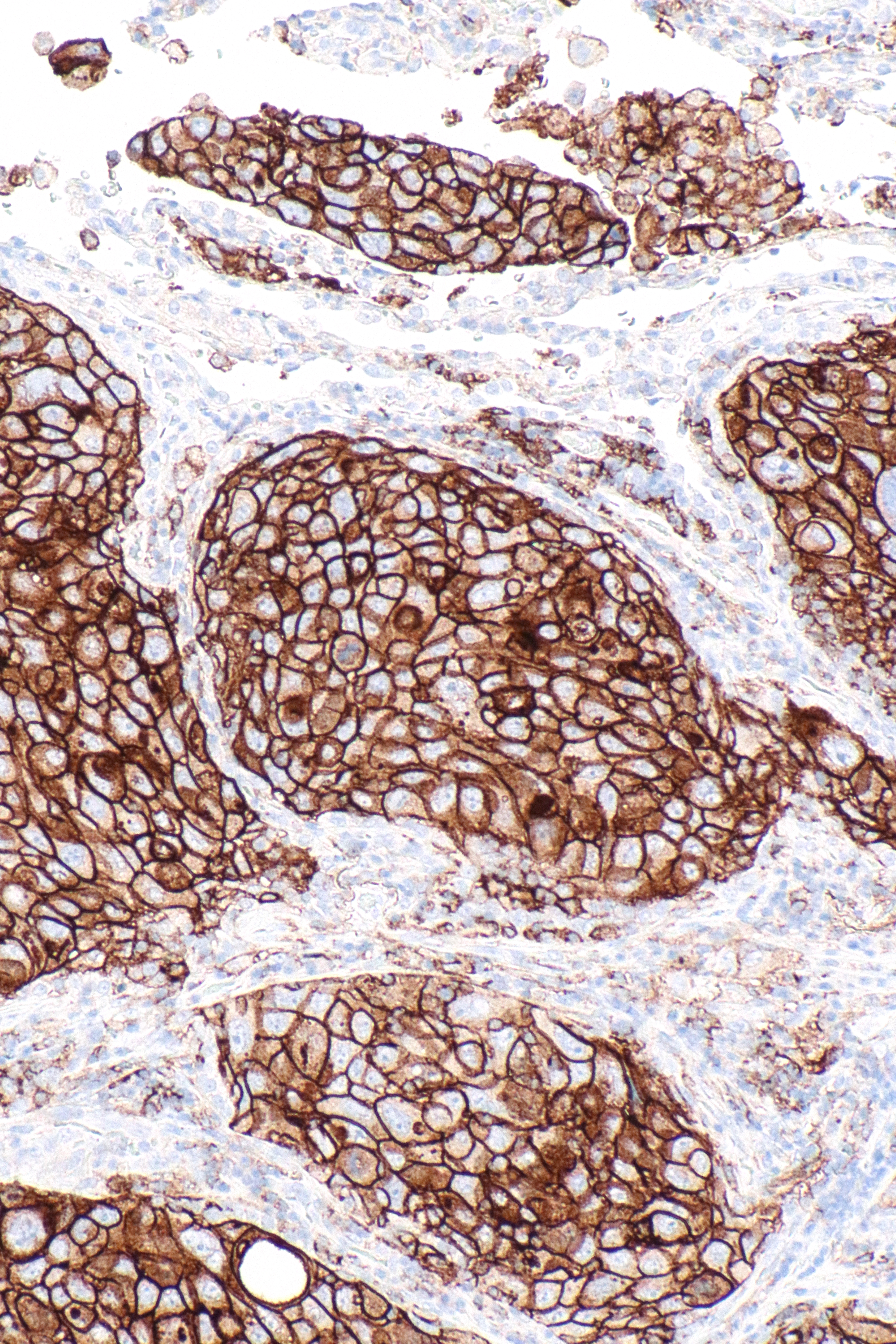
Микрофотография PDL1-положительной карциномы немелкоклеточного рака лёгких

Пембролизумаб применяется при лечении меланомы и одного из видов немелкоклеточного рака лёгкого, рак прямой кишки в случае, когда стандартная химиотерапия не дала результатов. Также он применяется у пациентов с любыми видами злокачественных опухолей, у которых есть мутации в гене эпидермального фактора роста (EGFR) или в гене киназы анапластической лимфомы (ALK), в случае прогрессирования заболевания при таргетном лечении (обычно препаратами платины).
Препарат предназначен для внутривенного введения, 30−минутные инфузии производятся один раз в 3 недели в дозировке 2 мг/кг массы тела пациента.
Показания
1. Меланома[12].
2. Немелкоклеточный рак лёгкого, при котором наблюдается положительная экспрессия белка PDL1[13].
3. Трижды негативный рак молочной железы[14]

Противопоказания
1. Тяжёлая степень почечной недостаточности.
2. Тяжёлая и средняя степени печёночной недостаточности.
3. Беременность и период грудного вскармливания.
4. Возраст до 18 лет.

Побочные действия
В клинических испытаниях пембролизумаба серьёзные нежелательные побочные явления наблюдались у 9% пациентов. У 4% из них лечение препаратом было прервано из-за опасности для жизни пациентов.
Нежелательные побочные эффекты в большинстве случаев можно купировать при их раннем выявлении и правильном своевременном лечении.
- Аллергия на препарат.

Лёгкие побочные действия:
- повышенная утомляемость, сыпь, диарея, снижение аппетита, лихорадка, зуд, кашель, одышка, боль в мышцах, запор и тошнота.

Гипотиреоз и гипертиреоз 1 и 2 степени тяжести.

Средней тяжести и тяжёлые, в том числе опасные для жизни:
- Инфузионные реакции;
- Иммунологические реакции: пневмонит, колит, нефрит, эндокринопатия, гепатит.
- После применении Пембролизумаба были случаи смерти при аллогенной трансплантации костного мозга[3].

## История
Разработку пембролизумаба начали сотрудники американской компании Organon в 2006 году, годом позже компания была приобретена Schering-Plough, которая была поглощена MSD два года спустя. Процесс разработки был окончен в 2010, годом позже начались клинические испытания первой фазы. Пембролизумаб получил статус «прорывной терапии» от FDA в 2013 году, что позволило ускорить процесс регистрации, благодаря чему препарат получил одобрение для терапии меланомы уже в следующем году. Таким образом Пембролизумаб стал первым одобренным ингибитором PD-1/PD-L1 в США и вторым в мире, так как несколько месяцев ранее в Японии был зарегистрирован препарат ниволумаб, разработанный американской компанией Bristol Myers Squibb. 
В 2015 году препарат был одобрен для терапии немелкоклеточного рака легких, а в 2016 для плоскоклеточного рака головы и шеи. В дальнейшем пембролизумаб был одобрен FDA для применения по 40 показаниям, по состоянию на 2024 год. В 2015 году пембролизумаб одобрен Европейским медицинским агентством для лечения меланомы.
В России препарат зарегистрирован в 2016 году с торговым названием Китруда, с 2018 года включен в перечень ЖНВЛП Минздрава РФ. 
Продажи оригинального пембролизумаба достигли 25 млрд долларов США в 2023 году, что сделало его самым продаваемым онкологическим препаратом в мире на тот момент в денежном выражении.

## Документы
- Алиева, Н. А. Инструкция по медицинскому применению лекарственного препарата Китруда® : Регистрационный номер ЛП-003972 / ООО «МСД Фармасьютикалс». — Министерство здравоохранения Российской Федерации, 2016. — 18 ноября. — 19 с.
- Распоряжение Правительства РФ от 23 октября 2017 г. № 2323-р : Об утверждении перечня жизненно необходимых и важнейших лекарственных препаратов на 2018 год, перечня лекарственных препаратов для медицинского применения, перечня лекарственных препаратов, предназначенных для обеспечения лиц, больных гемофилией, муковисцидозом, гипофизарным нанизмом, болезнью Гоше, злокачественными новообразованиями лимфоидной, кроветворной и родственных им тканей, рассеянным склерозом, а также лиц после трансплантации органов и (или) тканей, а также минимального ассортимента лекарственных препаратов, необходимых для оказания медицинской помощи.